# DJ QNa
DJ QNa(본명: 신건일, 1986년 7월 23일 ~)는 대한민국의 DJ이다. 고등학생 시절 데뷔, 여러 뮤지션들의 각종 파티나 콘서트에 참여해 디제잉을 맡아왔으며, 특히 리쌍의 4집 활동 시 메인 DJ로 활동한 것으로 유명하다. 그 외에도 윤미래, 드렁큰타이거, TBNY 등 Movement와 친밀한 관계를 유지해왔다. 또, DJ Yongfla 대신 unknownDJs의 공연에서 스크래칭을 하기도 하였다. 2007년에는 감미로운 멜로디의 흑인 음악을 중심으로 선별된 믹스셋을 발표하였다.

## 디스코그래피
- 2007년 7월 24일 Blossoming Sounds Mixtape

### 참여
- 2008년 7월 14일 Dok2 Thunderground Musik Mixtape Vol. 1 - 이한놈 (Feat. Simon Dominic & Beatbox DG & DJ Qna)
- 2009년 2월 17일 Technicolor The Brilliant Future - Dance Dance Dance (Feat. Yankie Of TBNY & DJ Qna)